# 麒麟の部屋
『麒麟の部屋』（きりんのへや）は、2007年4月10日から2011年3月29日まで毎日放送（MBSテレビ）で放送されていたバラエティ番組。関西ローカル。

## 概要
麒麟の冠番組で、川島明と田村裕が「麒麟流」の室内での過ごし方を伝授するという内容で行われていた。番組の随所で、麒麟と同じマンションの住人という設定のbaseよしもとの若手芸人たちによるミニコントが行われていたが、その後には新商品や最新映画などの紹介映像が挿入されるなど、インフォマーシャル的な要素も含まれていた。
番組の収録は、大阪市内にあるマンションの一室を借りて行われていた。番組内で使用した、あるいは作成した道具の大半はその一室の中に置かれていたが、それらは麒麟の自画像やパソコン、ファミリーコンピュータや漫画の本、野性爆弾の川島邦裕と一緒に作成したオブジェや田村の兄が書いた本といったものだった。番組初期には室内での収録のみを行っていたが、2009年4月からはロケ企画も行うようになった。以来、麒麟と千鳥の対決や、後述のあるある竜王決定戦など、様々な企画が行われるようになった。また、ロケ企画が行われるようになってからは、ミニコントの行われる割合が初期の3組から1組に減少していた。
なお、この番組で麒麟の2人が希望する企画が実現することもたびたびあった。過去には川島明の希望により、スチャダラパーとのゲーム対決などが実現した。
2008年7月4日と2009年1月2日にはスペシャル版が放送された。

## 主な企画
あるある竜王決定戦
日常にあふれる「あるあるネタ」を、様々なシチュエーションで披露し続けていく勝ち抜き戦。2008年8月に初めて開催され好評につき、2009年1月2日には「あるある竜王決定戦」の単独スペシャルが編成され、2010年は1月5日から1月19日まで通常枠で3週連続で放送されるなど、当番組の人気企画の1つとなっていた。2008年8月・2009年1月・2010年1月の3回にわたって行われており、第1回目では笑い飯の西田幸治が、第2回目・第3回目では麒麟の川島明が獲得した。
「あ」ワード
様々な芸人に「あ」で連想する言葉を20個挙げてもらい、最初の10個をまずヒントとして公開し、残り10個で何を言うかをゲストと一緒に予想する。予想が的中すると豪華商品が貰えた。2010年9月までに4回行われたが、正解者は第1回目に参加した千鳥のノブのみである。
結婚式お祝いコメントグランプリ
様々な芸人に、一度仕事をしたディレクターなどが結婚するのでコメント映像が欲しいと嘘をつき、実際に収録されたコメント映像を麒麟とゲスト芸人が鑑賞する企画。実際には面識が無いはずの相手にいかに適切なコメントが言えているかどうかを総合的に審査し、最後に最優秀賞を決めていた。
メントスコーラサバイバル
基本的に1回の放送で2人の芸人の住む部屋に突撃し、麒麟の二人がメントスコーラを芸人の部屋のどこかに隠し、その隠し場所を芸人が当てる企画。隠し場所を当てられなかった場合に、麒麟の二人が、寝転んだ芸人にメントスコーラを浴びせた。
俺のことタイプやろ!
街頭で女性に、麒麟と当日のゲストの中で誰が1番タイプかを質問したVTRを鑑賞し、誰のことをタイプだと言ったかを当てる。誰かを当てられなかった場合と、自分が選ばれているのに自分の名前を書かなかった芸人は、用意されている電気ショックの罰ゲームを受ける。
落ちゼリフでチョイス!若手ネタバトル
複数の若手芸人のネタのオチのセリフだけを見て選択し、その後実際にネタを披露してもらい、どちらがおもしろかったかを競う企画。
○1グランプリ（○には食材が入る）
基本的に1回で3人の芸人が登場し、毎回一つの食材テーマが設定され、各個人が得意な料理で腕を競う企画。焼きそば・おにぎり・ラーメンなどで行われた。
ツイッタードライブ
麒麟と2 - 3人の芸人によるドライブ企画。Twitterを利用して行き先や食事処を決めたり、ミニゲームをしたりしていた。
ヤジ飛ばし王決定戦
ある芸人（主に麒麟田村）にあるシチュエーションを自然に演じてもらい、それに麒麟川島と3人の芸人がヤジを飛ばす企画。なお、ヤジを飛ばしている間は、ヤジを飛ばす芸人の顔は映らず、テロップで表示されていた。

## 放送時間

### レギュラー放送
この番組は放送開始当初は20分間の番組として放送されていたが、2007年10月2日放送分からは放送時間が30分に拡大された。
- 火曜 25:55 - 26:15 （2007年4月10日 - 2007年9月25日）
- 火曜 25:55 - 26:25 （2007年10月2日 - 2007年12月18日）
- 火曜 24:55 - 25:25 （2008年1月8日 - 2010年3月）
- 火曜 24:50 - 25:20 （2010年4月6日 - 2010年8月）
- 火曜 24:55 - 25:25 （2010年9月7日 - 2011年3月29日）

### スペシャル版
- 2008年7月4日（金曜） 24:40 - 25:40 『麒麟のお部屋 〜ケンコバ邦正巨人がやってきたSP〜』
- 2009年1月2日（金曜） 23:57 - 25:27 『麒麟の部屋 新春!あるある竜王決定戦 2009』

## 出演者

### MC
- 川島明、田村裕（麒麟）

### コーナー出演者
- ムーディ勝山
  - 『売れないムード歌謡歌手』
- ツジカオルコ
  - 『セクシー英会話講師』
- ギャロップ
  - 『禿げた親父と息子』
- span!
  - 『怪しいサラリーマンの父親とその息子』
- 大脇里村ゼミナール
  - 『いつも喧嘩している2人』
- 女と男
  - 『セールスマンがやってきた女の部屋』
- ミサイルマン
  - 『自称ダルビッシュと冴えない男』
- ダ・ヴィンチ
  - 『ブサイク男と友達』
- ドレッドノート
  - 『近未来について話している男達の部屋』
- 祇園
  - 『大人びた子どもとベビーシッターの部屋』
- ポラロイドマガジン
- キタク
  - 『方言が出てしまう女子高生の部屋』
- 藤崎マーケット
  - 『いつも細かいモノマネをしている男達』
- かまいたち
  - 『大学生と中国人留学生（チャン・ドン・ゴン・ゲン）』
- 銀シャリ
  - 『上手いこと言う男と友達』
- モンスターエンジン
  - 『神様が舞い降りる部屋』
- 極悪連合
  - 『いつも悪巧みをしている3人組』
- 天竺鼠
  - 『いつも不幸が起こる男の部屋』『ナスビが住む部屋』
- GAG少年楽団
  - 『新しい事を考えている男達の部屋』
- クロスバー直撃
  - 『奇妙なことをする男たちの部屋』
- ウーマンラッシュアワー
  - 『新人アルバイトとバイトリーダーの部屋』
- シャングリラ
  - 『田嶋山陽子の部屋』
- リー5世
  - 『日本人にキレている男の部屋』
- ガスマスクガール
  - 『仲の悪いお笑い芸人の部屋』
- 見取り図
  - 『おかしなアドバイスする男と友達の部屋』
- ハム
  - 『「サ行」が言えない男と友達』
- ソーセージ
  - 『父子の家族の部屋』
- プラスマイナス
  - 『探偵と依頼人』
- ビタミンS
  - 『ものまね上手なお兄ちゃんと妹の部屋』
- いがわゆり蚊
  - 『一人暮らしの女性の部屋』
- ガリガリガリクソン
  - 『逆ギレオタクの部屋』

### ナレーター
- 橋本のりこ

## スタッフ

### 番組終了時のスタッフ
- 構成 - ハスミマサオ、トニック仁
- CAM - 脇阪祐司
- MIX - 梶巻久仁彦
- CA - 大出佑子、香月崇史
- EED - 牧原保、徳安悠治
- MA - 黒澤秀一
- タイトル - 太宰育世
- 3DCG - 松岡大祐
- メイク - MORE
- AD - 橋本薫、宮原智仁
- ディレクター - 山下純平、安達澄子、景山輝之
- AP - 真鍋理恵（ゾフィープロダクツ）、西川ゆたか（よしもとクリエイティブ・エージェンシー）
- プロデューサー - 東郷泰樹（MBS）、磯塚晋治（ゾフィープロダクツ）
- 協力 - Trash、Studio Anchor、戯音工房、大槻衣裳、長野かつら店
- 製作協力 - 吉本興業
- 制作 - 毎日放送、ゾフィープロダクツ（旧アイ・ティ・エス）

### 2008年3月までのスタッフ
- プロデューサー - 原厳一郎（MBS）、斉藤克（ゾフィープロダクツ）、森見純（アイ・ティ・エス）
- ディレクター - 新谷洋介、藤原真美、廣田弥生
- AD - 吉井大二郎
- CAM - 西脇靖記

## エンディングテーマ
- Live to Sing（SANISAI）
- GOLD （bonobos）